# Vilho Niittymaa
Vilho Aleksander Niittymaa (Yläne, 19 de agosto de 1896 – Helsínquia, 29 de junho de 1979) foi um atleta finlandês, especialista no lançamento de disco.
Competiu por seu país nos Jogos Olímpicos de Verão de 1924, realizados em Paris, França, onde conquistou a medalha de prata.